# Perjito
Perjito is een bestuurslaag in het regentschap Muara Enim van de provincie Zuid-Sumatra, Indonesië. Perjito telt 1884 inwoners (volkstelling 2010).